# Musikdirektor
Der Musikdirektor (MD), Generalmusikdirektor (GMD) oder Chefdirigent ist der künstlerische Leiter eines Orchesters, eines Chores oder einer musikalischen Institution. Teilweise findet sich auch die Bezeichnung des Chordirektors für diese Berufsgruppe.

## Musikdirektoren
Der Musikdirektor (lat. director musices) oder Chefdirigent war ursprünglich der Titel des leitenden beamteten Musikers einer Stadt in Deutschland und Österreich; so war beispielsweise Johann Sebastian Bach Musikdirektor in Leipzig, Georg Philipp Telemann und Carl Philipp Emanuel Bach in Hamburg, Robert Schumann in Düsseldorf. In früheren Zeiten verliehen Fürsten, Herzöge oder Könige diesen Titel. Heutzutage wird er von Kommunalbehörden, Universitäten oder kirchlichen Institutionen vergeben.
Seit dem 19. Jahrhundert wird der Titel auch an die Leiter musikalischer Einrichtungen wie Städtische Blasorchester oder Chöre verliehen. Spezielle Titel sind beispielsweise Städtischer Musikdirektor oder Stadtmusikdirektor, Landesmusikdirektor (LMD) und Universitätsmusikdirektor (UMD).
Im kirchlichen Bereich gibt es den Kirchenmusikdirektor (KMD), Landeskirchenmusikdirektor (LKMD), oder an besonderen Kirchen wie beispielsweise im Evangelischen Stift Tübingen den Stiftsmusikdirektor. In manchen katholischen Diözesen führen die Leiter der Referate für Kirchenmusik auch den Titel Diözesankirchenmusikdirektor (DKMD) oder Diözesanmusikdirektor (DMD). Der Allgemeine Cäcilien-Verband, Dachverband der katholischen Kirchenmusik deutscher Diözesen, verleiht den Titel Musikdirektor ACV.

## Generalmusikdirektoren
In größeren Städten erhält der Musikdirektor häufig den Titel Generalmusikdirektor (kurz GMD), insbesondere wenn er als Chefdirigent für das Symphonieorchester und das Theater bzw. die Oper verantwortlich ist. Der Titel Generalmusikdirektor wurde erstmals 1819 in Berlin für Gaspare Spontini vergeben. Daniel Barenboim war beispielsweise seit 1992 Generalmusikdirektor der Berliner Staatsoper Unter den Linden. In der DDR wurden z. B. die Leiter des Zentralen Orchesters der Nationalen Volksarmee zum Generalmusikdirektor ernannt.
In Österreich wurde am 28. Juni 1930 mit Entschließung von Bundespräsident Wilhelm Miklas (1872–1956) für Musiker, die in der internationalen Musikwelt einen ganz hervorragenden Ruf genießen, die zudem als Berufsdirigenten an einem der Pflege der Musik gewidmeten österreichischen Kunstinstitut von überragender Bedeutung mindestens zehn Jahre lang ununterbrochen gewirkt und als solche prominente künstlerische Leistungen aufzuweisen haben, der Berufstitel Generalmusikdirektor geschaffen.
Vergleichbare musikalische Ämter und Titel sind Intendant, Musikalischer Leiter, Künstlerischer Leiter, Dirigent, Kapellmeister und Hofkapellmeister.

## Chordirektoren
Der Fachverband Deutscher Berufschorleiter (FDB) verleiht bei der Aufnahme neuer Mitglieder auf Antrag und unter bestimmten Voraussetzungen den Titel Chordirektor FDB. Der Titel Musikdirektor FDB erfordert in der Regel eine Ausbildung an einer Musikhochschule sowie eine herausragende Konzerttätigkeit. Der Titel kann bei nachlassenden Leistungen wieder aberkannt werden.
Die Bundesvereinigung Deutscher Chorverbände verleiht auf Antrag den Titel Chordirektor BDC für hervorragende künstlerische Leistungen. Über den Antrag entscheidet eine Prüfungskommission aus sieben Fachleuten. Der Titel gilt nach Angaben des Verbandes als Alternative zu anderen musikalischen Ausbildungsabschlüssen und Diplomen.